# Mali Zvornik
Mali Zvornik (Servisch: Мали Зворник; vertaald: Klein Zvornik) is een gemeente in het Servische district Mačva.
Mali Zvornik telt 14.076 inwoners (2002). De oppervlakte bedraagt 184 km², de bevolkingsdichtheid is 76,5 inwoners per km².
Het dorp Mali Zvornik is gelegen aan de rivier de Drina, die de grens vormt tussen Servië en Bosnië en Herzegovina. Aan de overzijde ligt het Bosnische stadje Zvornik.
Er zijn twee bruggen die de twee oevers met elkaar verbinden. Een daarvan is een voetgangersbrug.

## Plaatsen in de gemeente
- Amajić
- Brasina
- Budišić
- Velika Reka
- Voljevci
- Donja Borina
- Donja Trešnjica
- Mali Zvornik
- Radalj
- Sakar
- Culine
- Čitluk